# Oclusiva dental sonora
La oclusiva dental sonora es un tipo de sonido consonántico, utilizado en algunos  lenguajes hablados. El símbolo en el Alfabeto Fonético Internacional que representa este sonido es «d̪». Esta es la letra para la oclusiva alveolar sonora con un diacrítico debajo que indica que es una consonante dental.

## Características
- Su modo de articulación es oclusiva, lo que significa que es producida obstruyendo el aire en el tracto vocal.
- Su modo de articulación es dental, lo que significa que se articula con la punta o la lámina de la lengua en los dientes superiores, denominados apical y laminal respectivamente .
- Su tipo de fonación es sonora, que significa que las cuerdas vocales vibran durante la articulación.
- Es una consonante oral, lo que significa que el aire escapa por la boca.
- Es una consonante central, que significa que es producida permitiendo al aire fluir por la mitad de la lengua, en vez de los lados.
- El mecanismo de la corriente de aire es pulmonar, lo que significa que se articula empujando el aire únicamente con los músculos intercostales y el diafragma, como en la mayoría de los sonidos.

## Aparición
Las consonantes dentales verdaderas son relativamente poco comunes. En la lengua romance, /d/ a menudo se llama dentales. Sin embargo, el contacto más posterior (que es lo que le da a una consonante su sonido distintivo) es en realidad alveolar, o quizás dento-alveolar. La diferencia entre los sonidos /d/ de las lenguas romances es que la lengua hace contacto con el paladar sino qué parte de la lengua hace el contacto. En inglés, por ejemplo, es la punta de la lengua (tales sonidos se denominan apicales), mientras que en varias lenguas romances es justo detrás de la punta, en la lámina de la lengua (tales sonidos se llaman laminales).
| Idioma       | Idioma           | Palabra               | AFI                   | Significado        | Notas | Notas                                                                                                | Notas                                                                                                |
| ------------ | ---------------- | --------------------- | --------------------- | ------------------ | --- | --- | --- |
| Árabe        | Egipcio          | دنيا / donya          | [ˈdonjæ]              | 'mundo'            | | | |
| Armenio      | Oriental         | դեմք / demk’          | [d̪ɛmkʰ]ⓘ              | 'cara'             | Laminal denti-alveolar. | Laminal denti-alveolar.                                                                              | Laminal denti-alveolar.                                                                              |
| Armenio      | Occidental       | տալ / dal             | [d̪ɑl]                 | 'dar'              | Laminal denti-alveolar. | Laminal denti-alveolar.                                                                              | Laminal denti-alveolar.                                                                              |
| Bashkir      | Bashkir          | дүрт / dürt           | [dʏʷrt]ⓘ              | 'cuatro'           | | | |
| Vasco        | Vasco            | diru                  | [d̪iɾu]                | 'dinero'           | Laminal denti-alveolar. | Laminal denti-alveolar.                                                                              | Laminal denti-alveolar.                                                                              |
| bielorruso   | bielorruso       | падарожжа/padarožža   | [päd̪äˈroʐːä]          | 'viajar'           | Laminal denti-alveolar. | Laminal denti-alveolar.                                                                              | Laminal denti-alveolar.                                                                              |
| Bengalí      | Bengalí          | দুধ/dūdh               | [d̪ud̪ʱ]                | 'leche'            | Laminal denti-alveolar. Contrasta formas aspiradas y no aspiradas.                                                         | Laminal denti-alveolar. Contrasta formas aspiradas y no aspiradas.                                   | Laminal denti-alveolar. Contrasta formas aspiradas y no aspiradas.                                   |
| Catalán      | Catalán          | drac                  | [ˈd̪ɾɑk]               | 'dragón'           | Laminal denti-alveolar. | Laminal denti-alveolar.                                                                              | Laminal denti-alveolar.                                                                              |
| Chino        | Wu               | 唐]]/da               | [d̪ɑ̃]                  | 'La Dinastía Tang' | | | |
| Dinka        | Dinka            | dhek                  | [d̪ek]                 | 'distinto'         | Laminal denti-alveolar. Contrasta con la alveolar /d/.                                                                     | Laminal denti-alveolar. Contrasta con la alveolar /d/.                                               | Laminal denti-alveolar. Contrasta con la alveolar /d/.                                               |
| Dhivehi      | Dhivehi          | ދެރަ/Dhera              | [d̪eɾa]                | 'triste'           | Laminal denti-alveolar. | Laminal denti-alveolar.                                                                              | Laminal denti-alveolar.                                                                              |
| Neerlandés   | belga            | ding                  | [d̪ɪŋ]                 | 'cosa'             | Laminal denti-alveolar. | Laminal denti-alveolar.                                                                              | Laminal denti-alveolar.                                                                              |
| Inglés       | Dublín           | then                  | [d̪ɛn]                 | 'then'             | Laminal denti-alveolar. | Corresponde a ð en otros dialectos. En Dublín puede ser d͡ð.                                          | |
| Inglés       | irlandés del sur | then                  | [d̪ɛn]                 | 'then'             | Laminal denti-alveolar. | Corresponde a ð en otros dialectos. En Dublín puede ser d͡ð.                                          | |
| Inglés       | Geordie          | then                  | [d̪ɛn]                 | 'then'             | Laminal denti-alveolar. | Alófono inicial de palabra de /ð/; puede realizarse como ð en su lugar.                              | |
| Inglés       | Ulster           | dream                 | [d̪ɹim]                | 'sueño'            | Laminal denti-alveolar. | Alófono de /d/ antes de /r/, en variación libre con una parada alveolar.                             | |
| Esperanto    | Esperanto        | mondo                 | [ˈmondo]              | 'mundo'            | | | |
| Francés      | Francés          | dais                  | [d̪ɛ]                  | 'pabellón'         | Laminal denti-alveolar. | Laminal denti-alveolar.                                                                              | Laminal denti-alveolar.                                                                              |
| Georgiano    | Georgiano        | კუდი                  | [ˈkʼud̪i]              | 'cola'             | Laminal denti-alveolar. | Laminal denti-alveolar.                                                                              | Laminal denti-alveolar.                                                                              |
| Indostánico  | Hindi            | दूध / dūdh             | [d̪uːd̪ʱ]               | 'leche'            | Laminal denti-alveolar. El indostaní contrasta las formas aspiradas y no aspiradas..                                       | Contrasta con formas aspiradas <ध>.                                                                  | |
| Indostánico  | Urdu             | دودھ‎ / dūdh           | [d̪uːd̪ʱ]               | 'leche'            | Laminal denti-alveolar. El indostaní contrasta las formas aspiradas y no aspiradas..                                       | Contrasta con formas aspiradas <دھ>.                                                                 | |
| Irlandés     | Irlandés         | dorcha                | [ˈd̪ˠɔɾˠəxə]           | 'oscuridad'        | Laminal denti-alveolar. | Laminal denti-alveolar.                                                                              | Laminal denti-alveolar.                                                                              |
| Italiano     | Italiano         | dare                  | [ˈd̪äːre]              | 'dar'              | Laminal denti-alveolar. | Laminal denti-alveolar.                                                                              | Laminal denti-alveolar.                                                                              |
| Japonés      | Japonés          | 男性的 / danseiteki   | [d̪ä̃ɰ̃se̞ːt̪e̞kʲi]         | 'masculino'        | Laminal denti-alveolar. | Laminal denti-alveolar.                                                                              | Laminal denti-alveolar.                                                                              |
| Casubio      | Casubio          | [ ejemplo requerido ] | [ ejemplo requerido ] |                    | Laminal denti-alveolar. | Laminal denti-alveolar.                                                                              | Laminal denti-alveolar.                                                                              |
| Kirguís      | Kirguís          | дос                   | [d̪os̪]                 | 'amigo'            | Laminal denti-alveolar. | Laminal denti-alveolar.                                                                              | Laminal denti-alveolar.                                                                              |
| Letón        | Letón            | drudzis               | [ˈd̪rud̪͡z̪is̪]            | 'fiebre'           | Laminal denti-alveolar. | Laminal denti-alveolar.                                                                              | Laminal denti-alveolar.                                                                              |
| Marati       | Marati           | दगड/dagaḍ             | [d̪əɡəɖ]               | 'piedra'           | Laminal denti-alveolar. El marathi contrasta formas aspiradas y no aspiradas.                                              | Laminal denti-alveolar. El marathi contrasta formas aspiradas y no aspiradas.                        | Laminal denti-alveolar. El marathi contrasta formas aspiradas y no aspiradas.                        |
| Nepalí       | Nepalí           | दिन/din                | [d̪in]                 | 'tiempo de día'    | Contrasta con formas aspiradas.                                                                                            | Contrasta con formas aspiradas.                                                                      | Contrasta con formas aspiradas.                                                                      |
| Oriya        | Oriya            | ଦଶ/daśa               | [d̪ɔsɔ]                | 'dies'             | Laminal denti-alveolar. Contrasta formas aspiradas y no aspiradas.                                                         | Laminal denti-alveolar. Contrasta formas aspiradas y no aspiradas.                                   | Laminal denti-alveolar. Contrasta formas aspiradas y no aspiradas.                                   |
| Pastún       | Pastún           | ﺪﻮﻩ‎/dwa               | [ˈd̪wɑ]                | 'dos'              | Laminal denti-alveolar. | Laminal denti-alveolar.                                                                              | Laminal denti-alveolar.                                                                              |
| Polaco       | Polaco           | dom                   | [d̪ɔm]ⓘ                | 'home'             | Laminal denti-alveolar. | Laminal denti-alveolar.                                                                              | Laminal denti-alveolar.                                                                              |
| Portugués    | Muchos dialectos | dar                   | [ˈd̪aɾ]                | 'dar'              | Laminal denti-alveolar. Puede palatalizar o lenición en ciertos ambientes, dependiendo del dialecto.                       | Laminal denti-alveolar. Puede palatalizar o lenición en ciertos ambientes, dependiendo del dialecto. | Laminal denti-alveolar. Puede palatalizar o lenición en ciertos ambientes, dependiendo del dialecto. |
| Punjabi      | Gurmukhi         | ਦਾਲ/dāl                | [d̪ɑːl]                | 'lentejas'         | Laminal denti-alveolar. | Laminal denti-alveolar.                                                                              | Laminal denti-alveolar.                                                                              |
| Punjabi      | Shahmukhi        | دال/dāl               | [d̪ɑːl]                | 'lentejas'         | Laminal denti-alveolar. | Laminal denti-alveolar.                                                                              | Laminal denti-alveolar.                                                                              |
| Ruso         | Ruso             | два/dva               | [ˈd̪va]                | 'dos'              | Laminal denti-alveolar, contrasta con una variante alveolar palatalizada.                                                  | Laminal denti-alveolar, contrasta con una variante alveolar palatalizada.                            | Laminal denti-alveolar, contrasta con una variante alveolar palatalizada.                            |
| Serbo-croata | Serbo-croata     | дуга / duga           | [d̪ǔːgä]               | 'Arcoiris'         | Laminal denti-alveolar. | Laminal denti-alveolar.                                                                              | Laminal denti-alveolar.                                                                              |
| Esloveno     | Esloveno         | danes                 | [ˈd̪àːnə́s̪]             | 'hoy'              | Laminal denti-alveolar. | Laminal denti-alveolar.                                                                              | Laminal denti-alveolar.                                                                              |
| Esloveno     | Esloveno         | dno                   | [ˈd̪ⁿnɔ̂]               | 'abajo'            | Alofono de /d/ ante /n/.                                                                                                   | Alofono de /d/ ante /n/.                                                                             | Alofono de /d/ ante /n/.                                                                             |
| Esloveno     | Esloveno         | dleto                 | [ˈd̪ˡlèːt̪ɔ́]            | 'cincel'           | Alofono de /d/ ante /l/.                                                                                                   | Alofono de /d/ ante /l/.                                                                             | Alofono de /d/ ante /l/.                                                                             |
| Español      | Español          | hundido               | [ũn̪ˈd̪ið̞o̞]             | 'hundido'          | Laminal denti-alveolar. | Laminal denti-alveolar.                                                                              | Laminal denti-alveolar.                                                                              |
| Telugu       | Telugu           | దయ                    | [daja]                | 'amabilidad'       | Laminal denti-alveolar. Contrasta formas aspiradas y no aspiradas. Forma aspirada articulada como consonante entrecortada. | | |
| Turco        | Turco            | dal                   | [d̪äɫ]                 | 'rama'             | Laminal denti-alveolar. | Laminal denti-alveolar.                                                                              | Laminal denti-alveolar.                                                                              |
| Ucraniano    | Ucraniano        | дерево/derevo         | [ˈd̪ɛrɛβ̞ɔ]             | 'árbol'            | Laminal denti-alveolar. | Laminal denti-alveolar.                                                                              | Laminal denti-alveolar.                                                                              |
| Uzbeko       | Uzbeko           | sifatida              | [siɸætidæ]            | 'como'             | Laminal denti-alveolar. | Laminal denti-alveolar.                                                                              | Laminal denti-alveolar.                                                                              |
| Zapoteco     | Tilquiapan       | dan                   | [d̪aŋ]                 | 'campo'            | Laminal denti-alveolar. | Laminal denti-alveolar.                                                                              | Laminal denti-alveolar.                                                                              |